# Catherine Rousselet-Ceretti
Pour les articles homonymes, voir Ceretti.
Catherine Rousselet-Ceretti, née le 17 mai 1943 à Paris, est une fleurettiste française.

## Carrière
Catherine Rousselet-Ceretti est médaillée de bronze mondiale par équipe en 1966 à Moscou et en 1970 à Ankara. Elle termine septième de l'épreuve individuelle de fleuret et sixième en fleuret par équipe lors des Jeux olympiques d'été de 1964 à Tokyo ; elle est neuvième de l'épreuve individuelle de fleuret et quatrième de l'épreuve de fleuret par équipe aux Jeux olympiques d'été de 1968 à Mexico. Aux Jeux olympiques d'été de 1972 à Munich, elle est éliminée en demi-finales en fleuret individuel et se classe sixième du tournoi par équipe.
Sur le plan national, Catherine Rousselet-Ceretti est sacrée championne de France de fleuret individuel dames en 1966, 1970, 1972 et 1973.